# Фань Чжень
Фань Чжень (范缜, 450 — 510) — китайський філософ, ідеолог антибуддистської пропаганди часів династій Південна Ці та Лян.

## Життєпис
Народився у 450 року у м. Уінь (сучасний повіт Біян провінції Хенань). Походив з впливового чиновницького клану. Отримав гарну освіту. після цього Фань Чженя було прийнято на державну службу. Це час правління династій Південна Ці (479–501) і Лян (502–557). Підтримував особисті контакти з членами правлячих династій. Помер у 510 році.

## Філософія
Вважав буддизм «варварським» вченням, що підриває моральні підвалини суспільства і вносить сум'яття управління державою. Найбільш ефективний спосіб боротьби з буддизмом вбачав у дискредитації його доктрин, в першу чергу ідеї «незнищенності духу» (шень бу ме) — так Фань Чжень трактував вчення про коло народження і відплату (карму).
Основний філософський твір Фань Чженя — «Шень ме лунь» («Судження про знищенність духу»). Полеміка навколо цього трактату, організована на офіційному рівні у 480—490-і роках та у507-508 роках, стала важливою подією духовного життя Китаю.
Основний постулат теоретичних побудов Фань Чжень — субстанціальна єдність тілесної «форми» (сін) і «духу» (шень). Спираючись на традиційні для китайської філософії уявлення про людину як про психофізичне ціле, утворену єдиною субстанцією — «пневмою», він довів їх до логічного завершення. Фань Чжень відмовився від прийнятого раніше зіставлення «форми» і «духу» за принципом «оболонка-наповнювач», трактуючи їх як відповідно матеріальну субстанцію і її функціональну властивість (юн). Звідси випливав висновок про принципову неможливість роздільного існування тілесної «форми» і «духу», про одномоментність їхньої загибелі, що також було кроком вперед у порівнянні з поглядами попередніх філософів, як конфуціанських, так і даоських, які, визнаючи субстанціальну єдність тілесної «форми» і «духу», все ж розглядали загибель останнього як відносно самостійний акт.
Згідно з поглядами Фань Чженя, світ являє собою єдиний організм, складові якого, зокрема життя людини, підкоряються тільки природним законам. Він заперечував наявність будь—якої надприродної розумної істоти, піддавав різкій критиці релігійні забобони і вірування, даючи їм раціоналістичне пояснення. Так, на його думку, культ предків спочатку був лише формою прояву поваги до пам'яті покійного. Фань Чжень послідовно виступав проти ідеалістичних тенденцій в осмисленні природи людини та світу, визнавав можливість і необхідність їхнього логіко—дискурсивного пізнання.
Вчення Фань Чженя, що є певним підсумком еволюції матеріалістичних і раціоналістичних тенденцій стародавньої та ранньосередньовічної філософії Китаю, залишилося невизнаним його сучасниками. Одна з причин цього полягає в побудові їм системи доказів на метафоричних порівняннях: ті ж порівняння, взяті на озброєння його опонентами, служили ілюстрацією прямо протилежних висновків.